# لوسی گریفیتس
لوسی گریفیتس (انگلیسی: Lucy Griffiths؛ زادهٔ ۱۰ اکتبر ۱۹۸۶) یک هنرپیشه، و بازیگر سینما اهل بریتانیا است. وی از سال ۲۰۰۶ میلادی تاکنون مشغول فعالیت بوده‌است.
از فیلم‌ها یا برنامه‌های تلویزیونی که وی در آن نقش داشته است می‌توان به افسانه زمستان، ایستگاه اعداد، سگ باسکرویل، واعظ اشاره کرد.